# 傑伊·尼克森
傑伊·尼克森（英語：Jay Nixon；1956年2月13日—）是美国的一位政治人物，他自2009年開始擔任第55任密蘇里州州長。傑伊·尼克森的黨籍是民主黨。在當選州長之前，他曾經是密蘇里州議會參議院議員。